# Црква Св. Цара Константина и Царице Јелене у Витковцима
Храм Светих цара Константина и царице Јелене православни је храм који припада Епархији зворничко-тузланској Српске православне цркве (СПЦ). Налази се у Растуши, у Републици Српској, Босна и Херцеговина.

## Историја
Градња једнобродне цркве димензија 14 х 7 метара, почела је 1997. године. Темеље је освештао епископ зворничко-тузлански г. Василије. 1999. године. Исти епископ освештао је храм 2004. године.

### Церовичка парохија
Храм Светих цара Константина и царице Јелене је Филијални храм Церовичке парохије седиште парохије је Црква Светих апостола Петра и Павла у Церовици, Архијерејско намјесништво теслићко.

## Унутрашњост храма
Иконостас од храстовине дјело је Живка Вуковића из Шњеготине. Иконе на иконостасу живописао је Милојко Продановић из Кулаша. Храм је живописао од 2007. до 2009. године Никола Ђуровић из Косјерића.